# South Amherst (Ohio)
Pour les articles homonymes, voir South Amherst.
South Amherst est un village américain situé dans le comté de Lorain, dans l'Ohio. Selon le recensement de 2010, sa population est de 1 688 habitants.